# 希臘裔賽普勒斯人

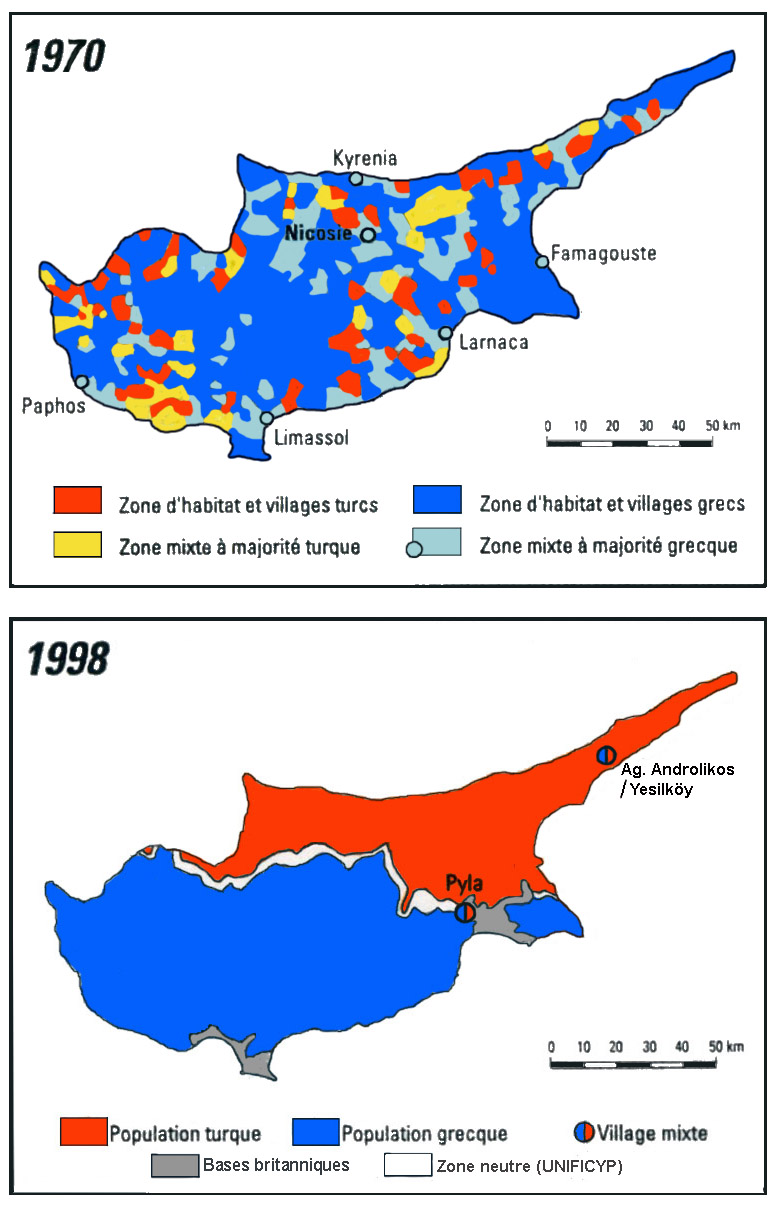
分治前后的賽普勒斯族裔地图

希臘裔塞普勒斯人（希臘語：Ελληνοκύπριοι）是指生活在賽普勒斯的希臘人。希臘裔賽普勒斯人是賽普勒斯的最大民族，佔賽普勒斯總人口的78 %。大部分希臘裔賽普勒斯人信仰賽普勒斯正教會。

## 其他
- 土耳其裔塞普勒斯人